# Barbaza
Barbaza ist eine philippinische Stadtgemeinde in der Provinz Antique. Sie hat 22.704 Einwohner (Zensus 1. August 2015).

## Baranggays
Barbaza ist politisch unterteilt in 39 Baranggays.
| - Baghari - Bahuyan - Beri - Biga-a - Binangbang - Binangbang Centro - Binanu-an - Cadiao - Calapadan - Capoyuan - Cubay - Esparar - Gua | - Idao - Igpalge - Igtunarum - Embrangga-an - Integasan - Ipil - Jinalinan - Lanas - Langcaon (Evelio Javier) - Lisub - Lombuyan - Mablad - Magtulis | - Marigne - Mayabay - Mayos - Nalusdan - Narirong - Palma - Poblacion - San Antonio - San Ramon - Soligao - Tabongtabong - Tig-Alaran - Yapo |